# Condado de Russell (Austrália do Sul)
O Condado de Russell é um dos 49 condados da Austrália do Sul. Foi proclamado em 1842 pelo governador George Grey e nomeado para Lord John Russell, que estava envolvido com o desenvolvimento inicial da colônia (britânica) australiana do sul (no momento da proclamação do condado) quando ele era Secretário de Estado da Guerra e das Colonias. Abrange uma parte do estado limitado ao oeste pela metade oriental do Lago Alexandrina e a seção do rio Murray que se estende até Bowhill no norte e limitado ao sul pelo litoral adjacente ao Coorong lagoa costeira e rodeia completamente Lago Albert que é excluído da extensão. Isso inclui o bairro noroeste da área do governo local contemporânea de Conselho distrital de Coorong.

## Hundreds
O Condado de Russell é dividido nos seguintes 9 hundreds:
- Hundred de Younghusband (Younghusband)
- Hundred de Burdett (Burdett)
- Hundred de Ettrick (Ettrick)
- Hundred de Seymour (Tailem Bend)
- Hundred de Malcolm (Wellington East, Ashville)
- Hundred de Coolinong (Cooke Plains)
- Hundred de Baker (Narrung, Coorong)
- Hundred de Bonney (Meningie)
- Hundred de Jeffries (Meningie East)